# Gora Morozova
Gora Morozova (Transkription von russisch Гора Морозова Gora Morosowa) ist ein Nunatak im westantarktischen Queen Elizabeth Land. In der Neptune Range der Pensacola Mountains ragt er an der Südwestseite des Mount Moffat auf dem Washington Escarpment auf.
Russische Wissenschaftler benannten ihn. Der Namensgeber ist nicht überliefert.